# Made In The Streets
Made In The Streets — третий студийный альбом американского хардкор-рэпера Fredro Starr, выпущенный 25 декабря 2013 года лейблом Mad Money Movement. Альбом был выпущен на компакт-дисках на лейбле группы Snowgoons, Goon MuSick, через несколько месяцев, 9 сентября 2014 года.
Альбом был полностью спродюсирован американским продюсером The Audible Doctor. В записи альбома приняли участие американские рэперы Makem Pay, Mike Raw, Philly Swain и французский диджей DJ Nelson.

## Предыстория
Прошло более 10 лет с тех пор, как Фредро Старр из Onyx выпустил свой последний сольный альбом. В 2012 году он познакомился с продюсером группы Brown Bag AllStars, The Audible Doctor, который приподносит нам несколько выдающихся основанных на семплах битов для кинематографических уличных рассказов Фредро. Сначала они планировали выпустить EP, но затем они решили превратить EP в полноценный альбом. На этом альбоме Фредро возвращает своих слушателей в 1989 год.

## Отношения с Drake
В 2010 году канадский рэпер Дрейк упомянул Фредро Старра в своей песне «Light Up»: 
«… Я чувствую себя так же, как Фредро Старр в фильме „Sunset Park“, где он круто смотрелся в своей жёлтой куртке.»

В ответ на это Фредро засэмплировал Дрейка для своей песни «The Truth».
«…
Я уважаю его по этой причине. Он упомянул меня на своём первом альбоме на песне с Jay-Z „Light Up“, которая, вероятно, была одной из самых горячих записей на его первом альбоме. Засэмплировать Дрейка на альбоме Made In The Streets в песне ‘The Truth’ было для меня одой, которую я посвятил ему. Когда кто-то упоминает меня в знак уважения на своём треке, я упоминаю его в обратку.»

## Синглы
Первый сингл, «Holdin’ It Down» (с англ. — «Держи всё в своих руках»), записанный при участии Makem Pay и DJ Nelson, был выпущен 5 июля 2013 года. В песне представлены семплы вокала покойного великого рэпера Big L.
Второй сингл, «That New York» (с англ. — «Тот Нью-Йорк»), был выпущен 25 июля 2013 года. Видео было снято одним из партнёров Фредро Старра, Angel «OZ» Navarro, и было снято в течение одного дня наряду с другим видео «Polo Wars». На видео изображена повседневная жизнь Нью-Йорка: игра в кости около продуктового магазина, кража золотых цепей на улице, граффити на стенах, небоскрёбы Нью-Йорка, Манхэттенский мост.
Третий сингл, «Made In The Streets RMX» (с англ. — «Сделан на улицах (Ремикс)»), был выпущен 15 августа 2013 года. Заглавный трек, который дал название всему альбому.
Следующий сингл, «Ain’t No Other Kings» (с англ. — «Нет других королей»), записанный при участии DJ Nelson, был выпущен 22 августа 2013 года. Песня не является ответом Кендрику Ламару, песня посвящена The Notorious B.I.G., поэтому Бигги был засэмплирован в этой песне.
Последний сингл, «Everyday Hell» (с англ. — «Повседневный ад»), был выпущен 18 сентября 2013 года. Песня вошла на сборник Grand Theft Audio V Mixtape. Видео было снято JB Adkins в канун Рождества в туннеле в Лос-Анджелесе.

## Видеоклипы
Первое видео на песню «Everyday Hell» было выпущено 2 января 2014 года. В июле 2014 года режиссёр Angel «OZ» Navarro снял в Нью-Йорке два видео на песни «That New York» и «Polo Wars» И последнее видео на песню «The Truth» было выпущено 11 декабря 2016 года.

## Список композиций
| #   | Название                  | Участвующие гости | Скрэтчи   | Длительность |
| --- | ------------------------- | ----------------- | --------- | ------------ |
| 01. | «Everyday Hell»           |                   |           | 3:34         |
| 02. | «That New York»           |                   |           | 3:18         |
| 03. | «The Truth»               |                   |           | 3:16         |
| 04. | «This Ain’t My Day»       |                   |           | 3:54         |
| 05. | «Holdin' It Down»         | Makem Pay         | DJ Nelson | 3:28         |
| 06. | «Polo Wars»               |                   |           | 2:48         |
| 07. | «What U Going Thru»       |                   |           | 3:23         |
| 08. | «Racing»                  | Mike Raw          |           | 2:52         |
| 09. | «Suicide Queens»          |                   |           | 2:55         |
| 10. | «Ain’t No Other Kings»    | DJ Nelson         | DJ Nelson | 3:06         |
| 11. | «Hit Man 4 Hire»          | Philly Swain      |           | 2:27         |
| 12. | «Made In The Streets RMX» |                   |           | 3:04         |

## Участники записи
Участники записи для альбома Made In The Streets взяты из сайта AllMusic и буклета компакт-диска.
- Fredro Starr — исполнитель, вокал, исполнительный продюсер
- Sam Madill — сведение, мастеринг, исполнительный продюсер
- Makem Pay — участвующий артист
- Mike Raw — участвующий артист
- Philly Swain — участвующий артист
- DJ Nelson — участвующий артист, скрэтчи
- The Audible Doctor — продюсер
- DJ Illegal — координатор
- SirQLate — дизайн